# Répartition pharmaceutique
La répartition pharmaceutique est le nom donné en France et dans certains systèmes de santé au système de grossistes des médicaments, appelés « grossistes-répartiteurs », qui se situent à l'interface entre les laboratoires pharmaceutiques et les officines de pharmacie.

## Historique
Le terme de répartiteur apparaît en 1920 pour désigner les grossistes, propriétaires de leurs stocks et c’est durant la seconde guerre mondiale que leur pérennité va être assurée grâce à la règlementation que les autorités vont mettre en place.
C'est ensuite en 1962 que la loi codifie leur exercice, établissant les bases du véritable métier de grossiste-répartiteur qui, bien que le terme ne soit pas traduisible, s’est développé partout en Europe, suscitant, en 1992 et 1994, la publication d’une règlementation européenne transcrite en France par décret le 11 février 1998, faisant évoluer la règlementation française des années 60.

## Rôle et fonctionnement des grossistes-répartiteurs
Les répartiteurs achètent aux laboratoires pharmaceutiques, gèrent et stockent dans leurs établissements répartis sur l’ensemble du territoire français (190 sites) livrent et mettent à disposition des officines plus de 25 000 références de médicaments (soit deux tiers des présentations existantes), dans un délai de 24 heures maximum.

Trois quarts des médicaments sont vendus, au maximum, une fois par mois par officine.
Cette donnée à elle seule justifie ainsi le métier des répartiteurs : sans ce service, seulement quelques pharmacies pourraient se permettre d'avoir en stock certains médicaments peu prescrits. En effet, en France, on dénombre 337 laboratoires fabricants et autant de fabricants d’accessoires et de dispositifs paramédicaux. Les 22 561 pharmacies devraient donc théoriquement négocier leurs achats auprès de plus de 600 fournisseurs. On comprend bien que cela est impossible, et pourtant les produits sont tous, toujours disponibles dans toutes les officines où qu’elles soient : c’est là que le rôle des grossistes répartiteurs prend tout son sens dans le circuit de distribution du médicament. Ces sociétés de la logistique pharmaceutique gèrent et mettent à la disposition des 22 561 pharmacies françaises une collection de plus de 20 000 références dont 7 300 spécialités pharmaceutiques.
Le stock de médicament toujours disponible permet alors indirectement aux médecins une totale liberté de prescription des médicaments existant dans l'arsenal thérapeutique. Pour ce faire, les grossistes-répartiteurs s'engagent à effectuer 2 à 3 livraisons par jour, pour les officines urbaines comme pour les officines rurales, et ce même pour de très petites quantités livrées.

## Un métier encadré par la loi
La répartition pharmaceutique touche à la santé publique et est à ce titre très contrôlée car le médicament est un produit de première nécessité, urgent, et souvent avec des dates de péremption courtes. Le système de distribution actuellement mis en place permet d'échapper à la contrefaçon de médicament. De plus, les grossistes-répartiteurs ont des missions de service public.
Ainsi, le code de la santé publique définit très précisément les conditions de distribution des médicaments et impose aux grossistes-répartiteurs cinq obligations très strictes :
- Etre pharmacien
- Desservir toutes les pharmacies qui lui en font la demande sur son secteur d'activité déclaré
- Référencer au moins les 90 % des médicaments
- Avoir un stock permettant de satisfaire au moins deux semaines de consommation
- Livrer tout médicament de son stock dans les 24 heures.

## Économie du métier de la répartition
Le médicament remboursable est administré par l’État à tous les stades. La rémunération des répartiteurs est fixée par arrêté et encadrée par des dispositions règlementaires. Les répartiteurs se financent ainsi en prélevant 2,4 % du prix public du médicament, le reste du prix se répartissant entre le laboratoire (66,3 %), l'officine pharmaceutique (24,5 %) et les taxes.
En 2008, le gouvernement français veut réduire les marges de cette industrie, ramenant la marge brute de 6,2 % du chiffre d'affaires à 5,8 % afin de financer le déficit de la Sécurité sociale.
Depuis 1991, une contribution dite "contribution ACOSS" (Agence Centrale des Organismes de Sécurité Sociale) a été instaurée et le législateur a ensuite défini comment la répartition pharmaceutique contribuerait à combler une part du déficit de la sécurité sociale. Son objectif est de réguler les ressources des grossistes-répartiteurs selon l’évolution des dépenses de médicaments remboursables, sans modifier le prix public, et au bénéfice de la seule Sécurité Sociale. En 1996, elle s’élevait à 100 millions d’euros. Elle atteint en 2006, 268 millions d’euros en métropole.
Les officines ont également le pouvoir de s'approvisionner directement auprès des laboratoires pharmaceutiques, c'est la "vente directe". Ce mode opératoire a tendance à s'accoître dans les années 2000 au détriment des grossistes répartiteurs, et il représente en 2007 15 % du chiffre d'affaires du médicament remboursable, contre 9 % en 2002.
Le métier de la répartition pharmaceutique en France a réalisé en 2007 un chiffre d'affaires estimé à 17,3 milliards d'euros.

## Les principaux répartiteurs en France
Les principaux grossistes répartiteurs en France en 2021 sont :
- OCP Répartition, groupe allemand Celesio, 30,97 % de part de marché, 44 établissements
- CERP Rouen SAS, coopérative, groupe Astera, 20,77 % de part de marché, 32 établissements
- Alliance Healthcare (en), membre de Walgreens Boots Alliance, héritier notamment de Île de France pharmaceutique (d)[11], 18,6 % de part de marché, 48 [12],[13]établissements
- CERP Rhin Rhône Méditerranée,11,64 % de part de marché, 24 établissements
- CERP Bretagne Atlantique, 3,49 % de part de marché, 12 établissements
- Phoenix Pharma, groupe allemand Phoenix Pharmahandel, 8,99 % de part de marché, 23 établissements
- Autres (2,5 %)

Parmi les acteurs importants du secteur aujourd'hui disparus, on peut relever :
- le Comptoir national de la pharmacie française (d) (CNPF), coopérative fondée en 1919 et mise en liquidation en 1973[14].

La Chambre syndicale de la répartition pharmaceutique (CSRP) regroupe la grande majorité des grossistes-répartiteurs français (98 % de part de marché cumulée), qui sont tous représentés au sein du conseil d'administration.